# Parafia Najświętszego Serca Pana Jezusa w Piszu
Parafia Najświętszego Serca Pana Jezusa w Piszu – parafia rzymskokatolicka, erygowana 6 grudnia 1998 przez biskupa ełckiego Wojciecha Ziembę. Jej terytorium wydzielono z parafii Matki Miłosierdzia Ostrobramskiej. W 2000 biskup ełcki Edward Samsel pobłogosławił krzyż i plac pod budowę kaplicy. 2 marca 2002 bp Edward Sams pobłogosławił świątynię. W 2005 wybudowano plebanię. 

## Proboszczowie
- ks. Zbigniew Bzdak (1998–2000), administrator, proboszcz parafii macierzystej pw. Matki Miłosierdzia Ostrobramskiej w Piszu[1]
- ks. Dariusz Drężek (16 maja 2000 – 2010)[1]
- ks. Jan Makowski (2010–2021)
- ks. Jan Adaszczyk (od 8 września 2021)